# De katapult
De katapult is een kunstwerk in de Nederlandse plaats Berlicum. Het object van roestvast staal is gemaakt in 1995. De katapult is ontworpen door de Berlicumse beeldend kunstenaar en ontwerper Willen Dieleman in opdracht van de voormalige gemeente Berlicum. Het kunstwerk is omgeven door verschillende grassoorten en wildgroeiende bloemen.
Officieel heeft het kunstwerk geen titel. In de volksmond wordt het echter De katapult genoemd.